# The Romance Tour
The Romance Tour iba a ser la segunda gira de conciertos de la cantante cubanomexicana Camila Cabello. La gira iba a ser para la promoción de su segundo álbum de estudio Romance lanzado el 6 de diciembre de 2019. Estaba programada a comenzar el 26 de mayo de 2020 en la ciudad de Oslo, Noruega y terminaría el 26 de septiembre de 2020 en Miami, pero la pandemia de COVID-19 provocaría que toda la gira fuese postergada y posteriormente cancelada.

## Antecedentes
El 13 de noviembre de 2019, Cabello anunció la gira con las primeras veintiséis fechas en Norteamérica, a través de sus redes sociales, junto a la fecha oficial de publicación de su segundo álbum de estudio Romance (2019). La gira inicialmente comenzaba en Vancouver el 29 de julio de 2020, y continuaba durante el verano en Norteamérica, visitará San Francisco, Denver, San Antonio, Nashville y el Madison Square Garden de la ciudad de Nueva York, entre otros, hasta terminar  en Miami, Florida.
El 21 de noviembre, Cabello anunció las fechas de la gira para el Reino Unido e Irlanda. Posteriormente, anunciaría las 12 fechas restantes de la gira por Europa.
El 28 de noviembre de 2019, la cantante anunció tres fechas para México, en Guadalajara, Monterrey y Ciudad de México.
El 11 de febrero de 2020 se anunció que Kim Petras sería el acto de apertura para la etapa Europea de la gira, mientras que el 10 de marzo se anuncian los teloneros de la etapa norteamericana que constarían en PrettyMuch, los que serían encargados de abrir los conciertos en el mes de agosto (excluyendo a México), y Trevor Daniel con Ant Saunders que se encargarían de los conciertos del mes de septiembre.
El 24 de marzo de 2020, la cantante anuncia que se pospone toda la gira hasta nuevo aviso por la Pandemia de COVID-19, puesto que si se mantuvieran las fechas se podría atentar contra la salud y bienestar de su equipo, fanes e inclusive de ella misma.
El 10 de mayo de 2020, Ticketmaster México anuncia la cancelación y posterior reembolso de las entradas adquiridas para los tres conciertos de Cabello en México.

## Conciertos cancelados
| Fecha                    | Ciudad           | País           | Recinto                  | Estado    | Motivo               |
| ------------------------ | ---------------- | -------------- | ------------------------ | --------- | -------------------- |
| 26 de mayo de 2020       | Oslo             | Noruega        | Oslo Spektrum            | Cancelado | Pandemia de COVID-19 |
| 28 de mayo de 2020       | Copenhague       | Dinamarca      | Royal Arena              | Cancelado | Pandemia de COVID-19 |
| 30 de mayo de 2020       | Berlín           | Alemania       | Mercedes-Benz Arena      | Cancelado | Pandemia de COVID-19 |
| 1 de junio de 2020       | Birmingham       | Reino Unido    | Resort World Arena       | Cancelado | Pandemia de COVID-19 |
| 2 de junio de 2020       | Leeds            | Reino Unido    | First Direct Arena       | Cancelado | Pandemia de COVID-19 |
| 4 de junio de 2020       | Mánchester       | Reino Unido    | Manchester Arena         | Cancelado | Pandemia de COVID-19 |
| 5 de junio de 2020       | Varsovia         | Polonia        | Służewiec                | Cancelado | Pandemia de COVID-19 |
| 8 de junio de 2020       | Dublín           | Irlanda        | 3Arena                   | Cancelado | Pandemia de COVID-19 |
| 9 de junio de 2020       | Glasgow          | Reino Unido    | The SSE Hydro            | Cancelado | Pandemia de COVID-19 |
| 11 de junio de 2020      | Londres          | Reino Unido    | The O2                   | Cancelado | Pandemia de COVID-19 |
| 14 de junio de 2020      | Amberes          | Bélgica        | Sportpaleis              | Cancelado | Pandemia de COVID-19 |
| 15 de junio de 2020      | Ámsterdam        | Países Bajos   | Ziggo Dome               | Cancelado | Pandemia de COVID-19 |
| 17 de junio de 2020      | París            | Francia        | AccorHotels Arena        | Cancelado | Pandemia de COVID-19 |
| 18 de junio de 2020      | Colonia          | Alemania       | Lanxess Arena            | Cancelado | Pandemia de COVID-19 |
| 21 de junio de 2020      | Lisboa           | Portugal       | Rock In Rio              | Cancelado | Pandemia de COVID-19 |
| 23 de junio de 2020      | Zúrich           | Suiza          | Hallenstadion            | Cancelado | Pandemia de COVID-19 |
| 24 de junio de 2020      | Milán            | Italia         | Mediolanum Forum         | Cancelado | Pandemia de COVID-19 |
| 28 de junio de 2020      | Estocolmo        | Suecia         | Gärdet                   | Cancelado | Pandemia de COVID-19 |
| 30 de junio de 2020      | Barcelona        | España         | Palau Sant Jordi         | Cancelado | Pandemia de COVID-19 |
| 1 de julio de 2020       | Madrid           | España         | WiZink Center            | Cancelado | Pandemia de COVID-19 |
| 29 de julio de 2020      | Vancouver        | Canadá         | Rogers Arena             | Cancelado | Pandemia de COVID-19 |
| 31 de julio de 2020      | Everett          | Estados Unidos | Angel of the Winds Arena | Cancelado | Pandemia de COVID-19 |
| 1 de agosto de 2020      | Portland         | Estados Unidos | Moda Center              | Cancelado | Pandemia de COVID-19 |
| 4 de agosto de 2020      | Sacramento       | Estados Unidos | Golden 1 Center          | Cancelado | Pandemia de COVID-19 |
| 5 de agosto de 2020      | San Francisco    | Estados Unidos | Chase Center             | Cancelado | Pandemia de COVID-19 |
| 7 de agosto de 2020      | Los Ángeles      | Estados Unidos | Staples Center           | Cancelado | Pandemia de COVID-19 |
| 11 de agosto de 2020     | San Diego        | Estados Unidos | Pechanga Arena           | Cancelado | Pandemia de COVID-19 |
| 12 de agosto de 2020     | Glendale         | Estados Unidos | Gila River Arena         | Cancelado | Pandemia de COVID-19 |
| 14 de agosto de 2020     | Salt Lake City   | Estados Unidos | Vivint Smart Home Arena  | Cancelado | Pandemia de COVID-19 |
| 16 de agosto de 2020     | Denver           | Estados Unidos | Pepsi Center             | Cancelado | Pandemia de COVID-19 |
| 18 de agosto de 2020     | Fort Worth       | Estados Unidos | Dickies Arena            | Cancelado | Pandemia de COVID-19 |
| 19 de agosto de 2020     | Houston          | Estados Unidos | Toyota Center            | Cancelado | Pandemia de COVID-19 |
| 21 de agosto de 2020     | San Antonio      | Estados Unidos | AT&T Center              | Cancelado | Pandemia de COVID-19 |
| 25 de agosto de 2020     | Ciudad de México | México         | Palacio de los Deportes  | Cancelado | Pandemia de COVID-19 |
| 26 de agosto de 2020     | Guadalajara      | México         | Auditorio Telmex         | Cancelado | Pandemia de COVID-19 |
| 28 de agosto de 2020     | Monterrey        | México         | Auditorio citiBanamex    | Cancelado | Pandemia de COVID-19 |
| 4 de septiembre de 2020  | Toronto          | Canadá         | Scotiabank Arena         | Cancelado | Pandemia de COVID-19 |
| 5 de septiembre de 2020  | Detroit          | Estados Unidos | Little Caesars Arena     | Cancelado | Pandemia de COVID-19 |
| 8 de septiembre de 2020  | Saint Paul       | Estados Unidos | Xcel Energy Center       | Cancelado | Pandemia de COVID-19 |
| 9 de septiembre de 2020  | Rosemont         | Estados Unidos | Allstate Arena           | Cancelado | Pandemia de COVID-19 |
| 11 de septiembre de 2020 | Boston           | Estados Unidos | TD Garden                | Cancelado | Pandemia de COVID-19 |
| 12 de septiembre de 2020 | Laval            | Canadá         | Place Bell               | Cancelado | Pandemia de COVID-19 |
| 15 de septiembre de 2020 | Filadelfia       | Estados Unidos | Wells Fargo Center       | Cancelado | Pandemia de COVID-19 |
| 16 de septiembre de 2020 | Washington       | Estados Unidos | Capital One Arena        | Cancelado | Pandemia de COVID-19 |
| 18 de septiembre de 2020 | Nueva York       | Estados Unidos | Madison Square Garden    | Cancelado | Pandemia de COVID-19 |
| 22 de septiembre de 2020 | Nashville        | Estados Unidos | Bridgestone Arena        | Cancelado | Pandemia de COVID-19 |
| 23 de septiembre de 2020 | Duluth           | Estados Unidos | Infinite Energy Arena    | Cancelado | Pandemia de COVID-19 |
| 25 de septiembre de 2020 | Orlando          | Estados Unidos | Amway Center             | Cancelado | Pandemia de COVID-19 |
| 26 de septiembre de 2020 | Miami            | Estados Unidos | American Airlines Arena  | Cancelado | Pandemia de COVID-19 |